# Mangue Negro
Mangue Negro és una pel·lícula independent de terror produïda al Brasil el 2008, escrita i dirigida per Rodrigo Aragão.

## Sinopsi
En una comunitat molt pobra d'un manglar brasiler apareixen caníbals zombis inexplicablement, i així comença una onada de massacres.

## Repartiment
- Ricardo Araújo
- Kika de Oliveira
- Walderrama Dos Santos

## Producció
La pel·lícula Mangue Negro va ser el primer llargmetratge de Rodrigo Aragão i va costar uns R$ 50 mil. Els efectes especials i el maquillatge de la pel·lícula els va fer el mateix director. En una entrevista, va declarar que era autodidacta i va aprendre les tècniques mitjançant intents repetits i mirant pel·lícules i realitzció de pel·lícules. El resultat li va valdre premis d'efectes especials i direcció en diversos festivals. La pel·lícula va rebre el Premi del Públic del Buenos Aires Rojo Sangre, a l'Argentina, i va formar part de la selecció oficial de "Sci Fi London", a Anglaterra.
Es va rodar a la ciutat costanera de Guarapari, a Espírito Santo – Brasil.